# Heinrich von Rübenach
Heinrich von Rübenach OP (* um 1420 möglicherweise in Koblenz; † 13. oder 14. Oktober 1493 (nach anderen Angaben: 1498) ebenda) war ein Theologieprofessor und Weihbischof in Köln und Mainz.

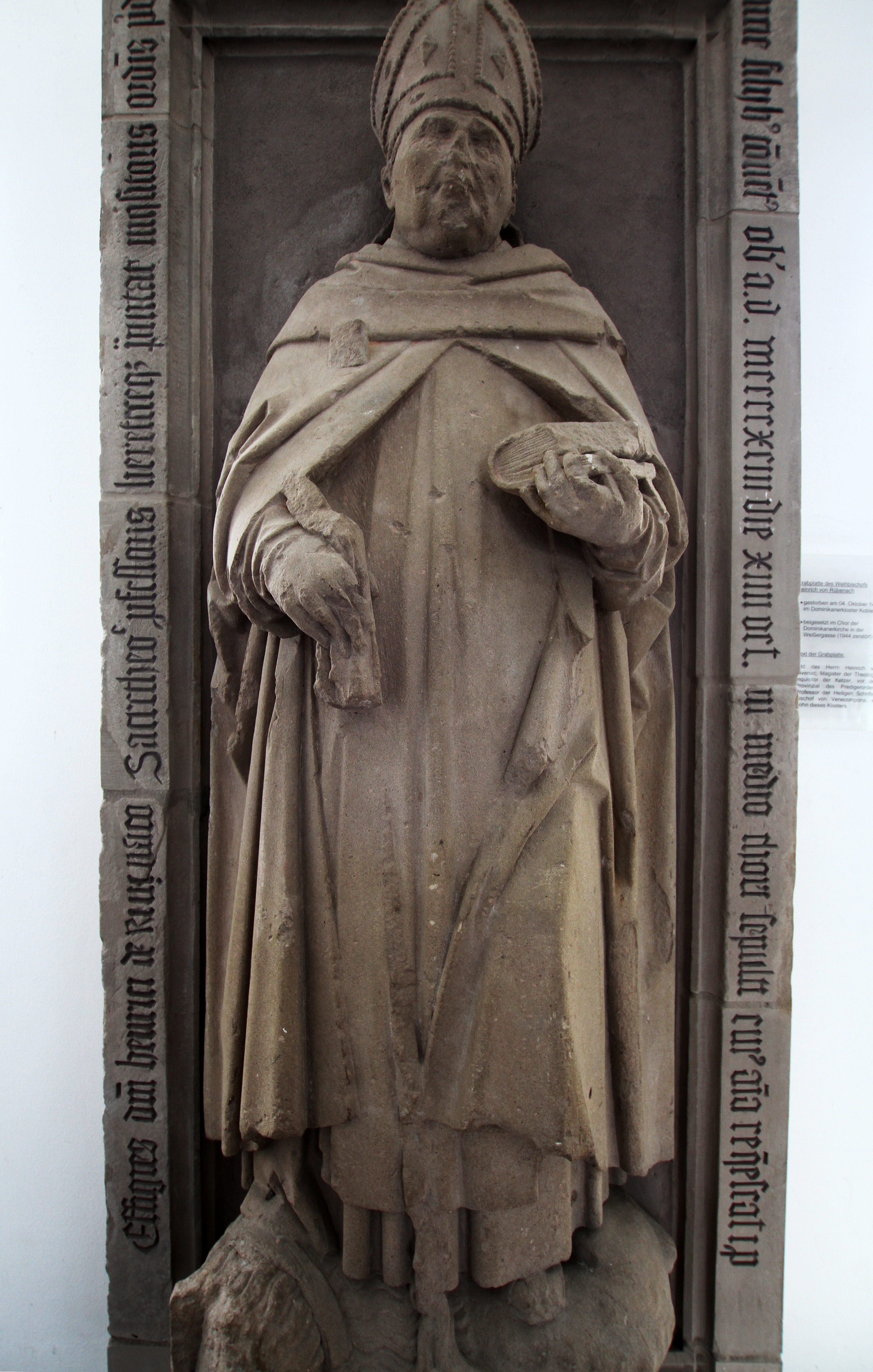
Grabplatte von Rübenachs im Rathaus Koblenz

Heinrich von Rübenach gehörte dem Orden der Dominikaner an und studierte 1450 in Köln Theologie, worin er auch zum Doktor promoviert wurde. Von 1455 bis 1457 Provinzial der Deutschen Provinz der Dominikaner, war er von 1455 bis 1486 Professor an der theologischen Fakultät der mittelalterlichen Universität Köln, deren Dekan er auch 1484 wurde. Der angesehene Prediger wurde am 9. Juli 1457 zum Titularbischof von Venecomp (Armenien) ernannt und amtierte seit 1469 als Weihbischof im Erzbistum Köln unter den Erzbischöfen Dietrich II. von Moers und Ruprecht von der Pfalz. In den Streitigkeiten zwischen Erzbischof Ruprecht und dem Stiftsadministrator und nachmaligen Erzbischof Hermann IV. von Hessen wurde er von den Leuten des letzteren festgenommen und körperlich misshandelt. Während der Gefangenschaft Erzbischof Ruprechts, von 1478 bis 1480, nahm Heinrich von Rübenach die geistliche Verwaltung des Erzbistums war. Als Hermann von Hessen dann am 11. August 1480 Erzbischof wurde legte er sein Amt als Weihbischof in Köln nieder und verließ die Diözese. Der Erzbischof von Mainz berief ihn am 8. Oktober 1486 zum Weihbischof in partibus Rheni seiner Diözese.
Heinrich von Rübenach lebte zuletzt im Dominikanerkloster Koblenz, wo er auch begraben wurde. Seine Grabplatte ist erhalten geblieben und befindet sich heute im ehemaligen Jesuitenkolleg. In den 1980er Jahren wurde sie zuletzt innerhalb des Gebäudes versetzt und restauriert. Die umlaufende Inschrift war unvollständig, die einzelnen Teile falsch angeordnet, sie lautet heute (mit aufgelösten Abkürzungen und ergänzten Teilen): Effigies domini Henrici de Rivenaco sacre theologie professoris hereticeque pravatis inquisitoris, ordinis predicatorum quondam provincialis, Episcopi Venicomponensis provincie, filii huius conventus, obiit anno domini MCCCCXCIII die XIIII Octobris, in medio chori sepulti, cuius aninma requiescat in pace. (frei übersetzt: „Bildnis des Heinrich von Rübenach, Professors der heiligen Theologie und Verfolgers häretischer Verkommenheit, Provinzials des Predigerordens, Bischofs von Venecomp, eines Sohnes des hiesigen Konvents, verstorben im Jahre des Herrn 1493 am 14. Oktober, der in der Mitte des Chores begraben wurde. Seine Seele möge ruhen in Frieden“).
Die ältere Forschungsliteratur sieht in ihm den Autor einer Quaestionessammlung, wofür allerdings nach neueren Forschungsergebnissen keine Grundlage besteht.